# スレイマン・クリバリ
スレイマン・クリバリ（Souleymane Coulibaly, 1994年12月26日 - ）は、コートジボワール・アビジャン出身のサッカー選手。エトワール・サヘル所属。ポジションはFW。
その高い身体能力と得点力から「ディディエ・ドログバ2世」と呼ばれる。

## 経歴
イタリア人女性と再婚した父と共に、13歳の時にイタリアに移住。2009年からイタリアのACシエナのユースチームに所属し、2010-11シーズンには10試合に出場し1得点を挙げた。
後述の2011 FIFA U-17ワールドカップでの活躍後、レアル・マドリードが獲得に動くなど注目を浴び、2011年7月にトッテナム・ホットスパーFCへ移籍金225万ユーロで移籍した。2011年12月22日にはアフリカ年間最優秀若手選手賞を受賞した。

### 代表歴
コートジボワール代表として2011 FIFA U-17ワールドカップに出場。初戦のオーストラリア戦で1得点を挙げると、グループリーグ第2戦のデンマーク戦で4得点、ブラジル戦で2試合連続のハットトリックとなる3得点を挙げ、グループリーグ2位通過に貢献。決勝トーナメント1回戦のフランス戦では3-2で敗れはしたものの1得点を挙げ、4試合で9得点と結果を残して大会得点王に輝いた。9得点は2001 FIFA U-17世界選手権でのフロラン・シナマ＝ポンゴルに並ぶ大会タイ記録となったが、その後2015 FIFA U-17世界選手権でナイジェリア代表のヴィクター・オシムヘンが10得点を決め、記録を更新された。

## 所属クラブ
- トッテナム・ホットスパーFC 2011-2014
  -  USグロッセト 2013 (loan)
- FCバーリ1908 2014-2015
  -  USピストイエーゼ1921 2014-2015 (loan)
- ピーターバラ・ユナイテッドFC 2015-2016
  -  ニューポート・カウンティAFC 2016 (loan)
- キルマーノックFC 2016-2017
- アル・アハリ 2017
- パーティック・シッスルFC 2018-2019
- エトワール・サヘル 2019-

## 獲得タイトル
- 2011 FIFA U-17ワールドカップ得点王
- アフリカ年間最優秀若手選手賞: 2011